# Центр грецької мови
Центр грецької мови (грец. Κέντρο Ελληνικής Γλώσσας) — культурно-освітня організація, створена Урядом Греції для сприяння розвитку грецької мови і культури. Розташована організація в Салоніках. Центр пов'язаний з Університетом Аристотеля, є також офіс в Афінах. Створений центр 1994 року за указом Президента Греції 100/1994. Центр грецької мови є координаційним, дорадчим та стратегічним органом Міністерства освіти Греції з питань освіти та мовної політики.
Цілі організації:
- Сприяння та просування грецької мови в Греції та за її межами;
- Зміцнення національної ідентичності грецької діаспори за кордоном;
- Організація викладання грецької мови іноземцям у Греції та за кордоном;
- Підтримка викладачів грецької мови в Греції та за кордоном;
- Розробка навчальних та інших матеріалів, що сприяють просуванню та поширенню грецької мови.

## Структура

### Рада директорів
Центр очолює Рада директорів, що складається із 5 членів. Крім них, ще є 5 заступників.
Сучасний склад Ради директорів (відповідно до публікації в «Урядовій газеті Греції» № 21 / 21.01.2015):
1. Іоанніс Казазіс, почесний професор Університету Арістотеля в Салоніках, Президент; Діміріос Куцоянніс, професор кафедри філології Університету Арістотеля в Салоніках, як заступник президента.
2. Антоніос Ренгакос професор кафедри філології Університету Арістотеля в Салоніках і як його заступник Еміліос Маврудіс, професор кафедри філології Університету Арістотеля в Салоніках.
3. Єкатеріні Койка, Генеральний директор Генерального секретаріату у справах греків зарубіжжя, Повноважний міністр, Представник Міністерства іноземних справ; Васілікі Зотоу, заступник генерального секретаріату у справах греків зарубіжжя, як заступник.
4. Георгіос Джаннакіс, професор кафедри філології Університету Арістотеля в Салоніках, представник Міністерства культури і спорту, і як його заступник Афанасій Вагенас, професор факультету театральних мистецтв Афінського національного університету імені Каподістрії.
5. Константіна Коттаріді, доцент кафедри економіки Університету Пірея, представник Міністерства освіти, наукових досліджень і релігійної діяльності, і як її заступник Евангелія Псіхоу, філолог, шкільний консультант, завідувач відділу академічного і освітнього нагляду в середній освіті.

Члени Ради директорів, як і зами обираються на 5 років.

### Науково-дослідницькі відділи
Центр має 4 н-д відділи:
- відділ лексикографії;
- відділ лінгвістики;
- відділ підтримки і просування грецької мови;
- відділ мови і літератури.

У 2003 году професор Еммануїл Кріарас вибрав Центр грецької мови як заклад, відповідальний за завершення власного дослідження — «Словника Грецької середньовічної народної літератури» (1100—1669).
Словник мав чимало схвальних рецензій у грецьких і закордонних наукових журналах. Він також відзначений французькою премією «Desrousseaux» і австрійською премією «Гердера».
Із часу його публікації в 1968 році він став загальновизнаним основним джерелом із вивчення середньовічної (і новогрецької) літератури.